# Mammal Diversity Database
La Mammal Diversity Database (MDD) (littéralement en français : « la base de données de la diversité des Mammifères ») est une base de données en ligne de taxinomie des Mammifères, fournie par l'American Society of Mammalogists.
L'objectif initial de cette base de données en ligne est d'agréger, de conserver et de compiler les nouvelles citations sur les descriptions d'espèces et les révisions taxinomiques dans des publications régulières téléchargeables. Les objectifs en aval sont l'hébergement élargi de données écologiques, caractéristiques et taxinomiques, ainsi que la mise à disposition d'un forum en ligne pour discuter de la taxinomie et de la systématique des Mammifères.
Le site, régulièrement mis à jour, a été construit initialement à partir de la base de référence de la 3e édition de Mammal Species of the World (qui n'est plus mise à jour depuis 2005), auxquels ont été ajoutés les changements taxinomiques publiés depuis 2004.
Le développement de ce travail est principalement financé par l'American Society of Mammalogists (ASM), avec un soutien logistique et de planification initial (2017-2019) fourni par la subvention NSF Vertlife Terrestrial. Le soutien logistique est depuis assuré par le Centre d'intégration des connaissances sur la biodiversité de l'Université d'État de l'Arizona.

## Contenu
Le site contient :
- un tableau de tous les ordres de mammifères, avec la liste de leurs familles, genres et espèces[3] ;
- un arbre de la classification au-dessus des ordres à l'intérieur de la classe des Mammalia[4] ;
- pour chaque espèce uniquement (ni les sous-espèces ni les taxons de rang supérieur), une page indiquant le nom scientifique valide avec auteur et date, les noms communs (anglophones uniquement), la publication originale (Authority citation), la classification (Taxonomy), les synonymes (Nominal names), le lieu de découverte du type (Type locality), les pays où l'espèce est naturellement présente (Geographic distribution) et ses statuts (Species Status : espèce actuelle ou éteinte, domestique ou sauvage, valide ou non, si elle est listée dans Mammal Species of the World, statut UICN (IUCN Red List of Threatened Species status))[5].